# Fernando Sañudo
Ildefonso Fernando Sañudo (Torrelavega, Cantabria, 23 de enero de 1912-Valladolid, Castilla La Vieja, 29 de enero de 1980) fue un futbolista español que jugaba de delantero, siendo muy prolífico en esta faceta, conocido por sus actuaciones en el equipo de su ciudad natal, la Real Sociedad Gimnástica de Torrelavega, el Deportivo Alavés, y sobre todo por ser uno de los mejores goleadores del Real Madrid Club de Fútbol, donde posee el honor de tener el mejor registro anotador entre todos sus goleadores históricos.

## Trayectoria

### Los prometedores inicios
Nombrado Ildefonso Fernando, era conocido indistintamente por ambos nombres, nació en el seno de una humilde familia en Torrelavega, Cantabria. En el ámbito escolar comenzó a dar sus primeras patadas a un balón en el equipo infantil del mismo, hasta que empezó a cursar los estudios de Comercio Oficial previos al bachillerato, cuando formó un equipo de fútbol amateur, el Deportivo La Paz. De ahí recaló interno en un colegio mayor de Miranda de Ebro, Burgos para continuar sus estudios, siendo ya cadete. Comenzó a revelar un buen desempeño futbolístico que le hizo tener un primer contacto con directivos del Deportivo Alavés, que sin embargo no llegó a materializar nada en su reciente devenir. Terminado el bachillerato se trasladó al País Vasco para cursar Derecho en la Universidad de Deusto.
Despuntó en varios partidos en torneos de la universidad, teniendo como uno de sus rivales a su compañero de estudios José Solís, quien años más tarde fue ministro de Francisco Franco. En uno de sus retornos a su Torrelavega natal ingresó brevemente en las categorías del Club Deportivo Torrelavega, club del que su tío fue uno de los fundadores en 1907, y fue inscrito para disputar el Campeonato de España de Copa del Rey de 1927 tras lograr la clasificación en el Campeonato Regional de Cantabria y ser ya uno de los más destacados del equipo.
El 27 de febrero disputó su primer partido a nivel nacional en la victoria por 4-0 frente al Club Deportivo Español vallisoletano. Pese al buen comienzo no lograron clasificarse para los cuartos de final al terminar segundos de su grupo por detrás del Real Club Celta de Vigo.
Su afición al fútbol, no aprobada por sus progenitores, hizo que comenzase a usar seudónimos deportivos. Bajo uno de ellos ingresó en un desplazamiento a Portugalete desde la universidad, firmó su primera ficha federativa con 19 años con el club local, el Club Portugalete, lo que le encaminó al fútbol e interrumpió sus estudios. Allí fue observado por Amadeo García de Salazar, uno de los fundadores del Club Deportivo Alavés y posteriormente seleccionador de España, quien decidió reclutarle para el equipo vitoriano por segunda vez. En su contratación participó el obispo de Vitoria, quien intermedió con la Universidad de Deusto, y finalmente ingresar en el club.

### Su etapa profesional y explosión como goleador
En época de República, compartió vestuario con a la postre ilustres jugadores como Ciriaco Errasti, Jacinto Quincoces o Antero Audicana entre otros, coincidiendo posteriormente con los dos primeros en Madrid. Su primer partido como profesional se produjo en 1932, en la Primera División, frente al Arenas Club de Guecho el 17 de enero. Al momento de su incorporación la temporada estaba muy entrada en competición por lo que terminó por disputar únicamente los nueve partidos restantes, correspondientes a la segunda vuelta del campeonato, en los que anotó siete goles que ayudaron a evitar que el equipo descendiera de categoría. En la Copa eliminaron al Athletic de Madrid en los octavos de final tras ser necesario un partido de desempate. Un 7-1 en Vitoria, con hat-trick de Sañudo, fue levantado en Madrid por los rojiblancos por un 6-0, que llevó al 3-1 definitivo con dos nuevos goles del cántabro que clasificó a su equipo, para caer en la siguiente ronda frente a sus vecinos del Athletic Club.
Referente del ataque alavesista, el régimen republicano impidió con la clausura de la Compañía de Jesús, vinculada al jugador, que pudiera continuar sus estudios de leyes por lo que se trasladó a Valladolid, para recalar ahí en el Club Valladolid Deportivo, entonces en Tercera División y disputar con ellos dos temporadas. Allí coincidió nuevamente con su amigo Solís a la vez que terminó sus estudios antes de regresar a Cantabria. Si bien es cierto que el fútbol ya conocía el profesionalismo, eran pocos los equipos que remuneraban a sus jugadores, o lo ocultaban para beneficio de la sociedad (en el denominado como amateurismo marrón). Era el caso de Sañudo, quien hasta ese momento, siempre había sido amateur.
La situación cambió cuando recibió en su casa la visita de Pablo Hernández Coronado, una institución en el Real Madrid Club de Fútbol, quien lo fichó para el club madrileño formalizando un contrato profesional de 20.000 pesetas anuales, que además incluía las clases con el mejor profesor que hubiera en Madrid en asuntos mercantiles, además de un pequeño trabajo en el reconocido estudio Garrigues. Una oferta muy generosa en la época y que el jugador indudablemente aceptó. En el conjunto madridista tuvo como compañeros a algunos de los mejores jugadores de la época como Ricardo Zamora, los ya mencionados Ciriaco y Quincoces, Gaspar Rubio, Luis Regueiro, Paco Bonet, Antonio Leoncito, Jaime Lazcano o Simón Lecue entre otros, todos ellos a las órdenes de Paco Bru. Era una de las mejores plantillas del conjunto madrileño en su historia, confeccionado para lograr viejos éxitos que se le resistían. Sañudo pudo probarlos. Jugó dos temporadas de 1934 a 1936, hasta que la Guerra Civil interrumpió los campeonatos, y la buena marcha del club. Hasta el estallido del conflicto el jugador anotó 40 goles en 38 partidos de Liga, y un total de 69 en 64 partidos sumando todas las competiciones. Una media de 1,08 goles por partido, cifra no igualada en los más de 115 años de historia del club. La cifra le situó además como uno de los máximos goleadores históricos del club, junto a sus coetáneo compañero Gaspar Rubio, y cerca de los 74 del primero, Manuel Olivares, a quien sustituyó en el equipo.
En la temporada de su debut marcó 21 goles quedando por detrás de Julio Antonio Elícegui e Isidro Lángara, "pichichi" del campeonato, y finalizó como subcampeón de liga. Al año siguiente logró el título de Copa en Valencia ante el Club de Fútbol Barcelona al que ganaron por 2-1 con una gran actuación final de Zamora, su último partido. Únicamente estuvo dos encuentros sin jugar a causa de una lesión en el club blanco. Su acierto goleador de Valladolid y que llevó a Madrid le valió su apodo desde entonces, el «niño de los pies de oro».
Uno de sus registros más recordados fue el de anotar cuatro goles en un partido frente al C. F. Barcelona jugado el 3 de febrero de 1935, no logrado por nadie hasta la fecha, y que fue posteriormente igualado por Martí Ventolrà y Sabino Barinaga como los jugadores que consiguieron anotar más goles en un «clásico». Fue hasta el partido en el que el citado Barinaga igualó el registro, en 1943, el resultado más abultado que los madridistas infligieron a su rival barcelonista.

### La posguerra y el porvenir laboral marcaron su trayectoria
Destinado en el frente de Madrid de Getafe, Paco Salamanca se lo llevó al Club Aviación Nacional de Zaragoza, que a la postre terminó por fusionarse con el Atlético de Madrid. Tras sus desempeños militares el ya fusionado Atlético de Aviación y el Madrid se disputaban su incorporación, pero decidió marcharse a Torrelavega para dedicarse al negocio familiar, que vivía buen momento económico. Sin embargo su afición le pudo y se enroló en la modesto Sociedad Deportiva Barreda Balompié. Era la temporada 1940-41 y al finalizar contrajo matrimonio. Ya con 29 años y con plenitud para jugar al fútbol, sorprendió su decisión de que en 1942 fichase por el C. D. Valladolid a cambio de un simbólico precio. Vivía en su ciudad y allí se entrenaba, viajando a Valladolid únicamente los sábados para jugar el partido correspondiente. A mediados de la temporada 1943-44 firmó por el club del pueblo donde nació pero apenas jugó tres partidos. Ante el Club Deportivo Logroñés, en los Campos del Malecón jugó su último encuentro como futbolista para dedicarse plenamente a los negocios familiares.
Pese a su exitosa y prolífica carrera, siendo un delantero centro habilidoso, listo y con gran destreza para desmarcarse, no llegó nunca a ser internacional con la selección española ya que su puesto estaba cubierto por Lángara y Marcelino Campanal, más experimentados y que no le dieron oportunidad de debutar pese a que sí fue convocado varias veces.
Se retiró en su madurez con su mujer y sus tres hijos a Valladolid, ciudad en la que falleció el 29 de enero de 1980.

## Estadísticas
Datos actualizados a final de carrera.
*Con la Gimnástica disputó 39 partidos de Ligas (incluidos Regional) y Copa marcando 30 goles. Indicados los partidos y goles de los que se tiene constancia.
| C. D. Torrelavega | 1926-27                     |                             | —    | —    | 3   | 2   | ?   | ?   | 3+    | 2+    | >0.67< |
| Portugalete F. C. | 1930-31                     | 2.ª C.                      | —    | —    | -   | -   | ?   | ?   | ?     | ?     | ?      |
| Total club | Total club                  | Total club                  | 0    | 0    | 0   | 0   | +   | +   | +     | +     | +      |
| C. D. Alavés | 1931-32                     | 1.ª                         | 9    | 7    | 6   | 7   | -   | -   | 15    | 14    | 0.93   |
| Total club | Total club                  | Total club                  | 9    | 7    | 6   | 7   | 0   | 0   | 15    | 14    | 0.93   |
| Valladolid Deportivo | 1932-33                     | 3.ª                         | 12   | 19   | 2   | 1   | ?   | ?   | 14+   | 20+   | >1.43< |
| Valladolid Deportivo | 1933-34                     | 3.ª                         | 20   | 20   | -   | -   | ?   | ?   | 20+   | 20+   | >1<    |
| Madrid F. C. | 1934-35                     | 1.ª                         | 17   | 20   | 2   | -   | 9   | 17  | 28    | 37    | 1.32   |
| Madrid F. C. | 1935-36                     | 1.ª                         | 21   | 20   | 8   | 9   | 7   | 3   | 36    | 32    | 0.89   |
| Total Madrid F. C. | Total Madrid F. C.          | Total Madrid F. C.          | 38   | 40   | 10  | 9   | 16  | 20  | 64    | 69    | 1.08   |
| Aviación Nacional | 1938-39                     | 1.ª C.                      | —    | —    | 2   | 2   | 4   | 5   | 6     | 7     | 1.17   |
| Total club | Total club                  | Total club                  | 0    | 0    | 2   | 2   | 4   | 5   | 6     | 7     | 1.17   |
| C. D. Torrelavega | 1939-40                     | 1.ª C.                      | —    | —    | -   | -   | ?   | ?   | ?     | ?     | ?      |
| S. D. Barreda Balompié | 1940-41                     | 1.ª C.                      | ?    | ?    | -   | -   | —   | —   | ?     | ?     | ?      |
| Total club | Total club                  | Total club                  | +    | +    | 0   | 0   | 0   | 0   | +     | +     | +      |
| Valladolid Deportivo | 1941-42                     | 2.ª                         | 13   | 12   | 8   | 7   | —   | —   | 21    | 19    | 0.90   |
| Valladolid Deportivo | 1942-43                     | 2.ª                         | 14   | 10   | 6   | 2   | —   | —   | 20    | 12    | 0.6    |
| Total Valladolid Deportivo | Total Valladolid Deportivo  | Total Valladolid Deportivo  | 59   | 61   | 16  | 10  | +   | +   | 75+   | 71+   | >0.95< |
| C. D. Torrelavega | 1943-44                     | 3.ª                         | 1    | 2    | ?   | ?   | —   | —   | ?     | ?     | ?      |
| Total club C.D. Torrelavega | Total club C.D. Torrelavega | Total club C.D. Torrelavega | 1    | 2    | 3+  | 2+  | +   | +   | *39   | *30   | >0.77< |
| Total carrera | Total carrera               | Total carrera               | 107+ | 110+ | 37+ | 30+ | 20+ | 25+ | *199+ | *191+ | >0.96< |
| (1) No existía el Campeonato de Liga (1914-27) ni disputado por clubes modestos regionales. Club de 1.ª categoría por la Federación Cántabra de Football (1927 y 1940), de la Federación Aragonesa de Football (1939) Club de 2.ª categoría por la Federación Vizcaína de Football (1931) y de la Federación Cántabra de Football (1941). (2) Incluye datos de la Copa de España (1926-40). En caso de categorías inferiores incluidos partidos de play-off de ascenso (1942-43). (3) Incluye datos de los diferentes Campeonatos regionales (1926-41). |                             |                             |      |      |     |     |     |     |       |       |        |

## Palmarés
| Título | Club         | Año  |
| ------ | ------------ | ---- |
| Copa   | Madrid F. C. | 1936 |